# Bosanskohercegovačka nogometna reprezentacija do 21 godine
Nogometna reprezentacija Bosne i Hercegovine do 21 godine mlada je reprezentacija koja u svim natjecanjima predstavlja BiH. Trener mlade reprezentacije je Slobodan Starčević. Do sada se nisu uspjeli nikada plasirati na europsko prvenstvo za svoju uzrasnu kategoriju.

## Vanjske poveznice
| Nogomet u BiH                                                 | Nogomet u BiH |
| ------------------------------------------------------------- | --- |
|                                                               | |
| Nogometni savez BiH Nogometni savez FBiH • Nogometni savez RS | |
|                                                               | |
| Nacionalne momčadi                                            | seniori • do 21 • do 19 • do 17 • B |
|                                                               | |
| Ligaška natjecanja                                            | Premijer liga BiH • Prva liga FBiH • Prva liga RS • Druga liga FBiH (Sjever, Centar, Jug, Zapad) • Druga liga RS (Zapad, Istok) • Županijske lige • Regionalne lige RS • Područne lige RS |
|                                                               | |
| Kup natjecanja                                                | Kup BiH • Super Kup • Kup RS • Kup FBiH |
|                                                               | |
| Omladinska natjecanja                                         | Premijer omladinska liga BiH • Omladinska liga BiH (Sjever, Centar, Jug, Zapad) |
|                                                               | |
| Popis klubova • Popis stadiona                                | |

| Nogomet u BiH                                                 | Nogomet u BiH |
| ------------------------------------------------------------- | --- |
|                                                               | |
| Nogometni savez BiH Nogometni savez FBiH • Nogometni savez RS | |
|                                                               | |
| Nacionalne momčadi                                            | seniori • do 21 • do 19 • do 17 • B |
|                                                               | |
| Ligaška natjecanja                                            | Premijer liga BiH • Prva liga FBiH • Prva liga RS • Druga liga FBiH (Sjever, Centar, Jug, Zapad) • Druga liga RS (Zapad, Istok) • Županijske lige • Regionalne lige RS • Područne lige RS |
|                                                               | |
| Kup natjecanja                                                | Kup BiH • Super Kup • Kup RS • Kup FBiH |
|                                                               | |
| Omladinska natjecanja                                         | Premijer omladinska liga BiH • Omladinska liga BiH (Sjever, Centar, Jug, Zapad) |
|                                                               | |
| Popis klubova • Popis stadiona                                | |